# 人間失格 壊
『人間失格 壊』（にんげんしっかく かい）は、二ノ瀬泰徳による日本の漫画作品。太宰治の『人間失格』を原作としている。

## 作品概要
この作品は、秋田書店の月刊漫画雑誌『チャンピオンRED』にて、2010年4月号から7月号まで連載された。『人間失格』を原案としているが、「『人間失格』は既に他の作家によって漫画化されており、そのままでは勝てないから自分なりの表現を加えたい」という事情から、作者の二ノ瀬泰徳による独自の解釈を加えて描かれている。『人間失格』を漫画化しようとしたきっかけは、オリジナル作品のネームに行き詰まっている時に、担当の編集者から漫画化してみないかと勧められたからである。

## 物語
漫画家の大庭葉蔵には、“自分”というものが無かった。世の人間の営みを理解できない彼は、常に仮面をかぶり、道化を演じ、他人をあざむいて生きてきたからだ。そんな葉蔵が送って来た、恥の多い生涯が語られる。
人間を理解できず、人間を恐れ、お道化を演じることでかろうじて生きてきた葉蔵。そんな彼の前に謎めいた転校生・竹一姫香が現れる。竹一は葉蔵が隠していた秘密や自身も気付いていなかった内面を次々に暴き立て、決してお道化の仮面を外してはいけないと忠告する。
葉蔵は幼馴染のヨシ子に告白され、付き合うことになった。しかし、夏祭りの夜、大勢の男達に輪姦されるヨシ子の姿が得体の知れない怪物に見えた葉蔵は彼女を拒絶してしまう。ヨシ子は父親に売春をさせられており、その父親も今は行方知れずとなっていることを知る葉蔵。彼はヨシ子の家へ行き、自分もまた汚されてきた過去を打ち明ける。仮面を外し、初めて己の心を曝した葉蔵だが、その時ヨシ子が睡眠薬の服用による自殺を図ったことに気付く。彼女を追い詰めてしまったことを悔い、葉蔵も睡眠薬を大量に飲み自殺を図る。しかし死にきれず病院のベッドで意識を取り戻した葉蔵は、ヨシ子が死んだことを知る。こうして彼の子供時代は終わりを告げた。
帝都の高等学校に転校させられた葉蔵は、そこでの生活に馴染めずに退学し、静子の家で男めかけとして暮らしていた。漫画を描いて持ち込んでも全く相手にされない日々の中、堀木と再会した葉蔵は、言われるままに彼を原作者として漫画を描く。『鎌倉恋慕』というその漫画は、「女たらしの主人公が場末のカフェの女給ツネ子と出逢い恋に落ちる」という恋物語だった。漫画はヒットし、葉蔵は売れっ子漫画家となる。しかし、葉蔵はこの漫画は彼とヨシ子の心中未遂事件の顛末が元になっていることに気付く。堀木の考えた「上司幾太（じょうしいくた）」というペンネームは「情死生きた（心中したが、生き残った）」という葉蔵を揶揄したものだった。酒に溺れ荒む葉蔵は、自分が今に静子とシゲ子の幸福を壊すだろうと思い、1人姿を消す。
複数の女達のもとを転々としていた葉蔵は、いつしか体を壊し、麻薬に溺れ、遂には精神病院に入れられる。全てを失い、「廃人」の烙印を押された葉蔵の前に、竹一姫香が現れる。ガス管の爆発事故に紛れて病院から脱走した葉蔵は、職員達の制止を振り切って海に身を投げる。人間を理解できず人間を恐れ続けてきた葉蔵は、人間を捨て人間失格となることを選んだ。
1年後、とある海辺に、車椅子に乗せられて介護される、髪が真っ白になった葉蔵の姿があった。今までになく穏やかな顔をした葉蔵にとって、一切はただ過ぎていくのだった。

## 登場人物
大庭 葉蔵（おおば ようぞう）
本作の主人公。無名の漫画家である彼の学生時代から物語は始まる。
学校や父母の前でも、道化を演じ、周囲の人間を笑わせるお茶目な人間を装っていた。成績も良く、運動神経も抜群で、絵も上手い。だが彼の本当の姿は、そんな「お茶目さん」とは全く違っていた。他人の幸せの観念を理解できず無理に道化を演じ続け、女たちから玩具にされ弄ばれる日々を過ごしてきた。
幼馴染のヨシ子との心中未遂事件を起こした後、故郷を追われるようにして帝都の高校に通わされる。その後、学校をも追われ、漫画を描きながら男めかけのような生活を続ける。
麻薬中毒となり、精神病院に入れられるが、脱走する。
ヨシ子（ヨシこ）
葉蔵の幼馴染。葉蔵と同じ美術部に入っている。
幼い頃から葉蔵に恋心を抱いており、想いを告白し晴れて正式に葉蔵と付き合う事になった。しかし、ヨシ子は父親に売春を強要されており、その事を知った葉蔵に拒絶され、睡眠薬を大量に服用して自殺してしまう。
堀木（ほりき）
葉蔵の悪友。葉蔵と同じ美術部に入っている。
葉蔵と帝都で再会した時、黒鳳堂という大手広告デザイン企業の経営者となっていた。原作者となって、葉蔵に心中未遂騒動を元にした漫画を描かせる。
竹一 姫香（たけいち ひめか）
転校生。道化を演じ、他人を笑わせていればいいのだと考えて過ごしてきた葉蔵の秘密を知っているかのような言動を見せる。転校してきてすぐに美術部に入部する。
葉蔵が誰にも見せずにいた絵の存在を知っていたり、彼がお道化を演じていることを見抜いたり、葉蔵を待ち受ける不吉な未来を示唆する等、謎の多い少女。葉蔵が偉い絵描きになると予言する。
原作の竹一とは性別を変えられているのは、「竹一は、純粋すぎて痛いタイプなので、女の子にして大きく変えてしまいました」との事。
静子（しづこ）
退学した後の葉蔵を養う女性。甲州生まれの28歳。3年前に夫と死別し、娘のシゲ子と2人で暮らしていた。
シゲ子（シゲこ）
静子の娘。葉蔵を無邪気に慕う。

## 単行本
- 二ノ瀬泰徳 『人間失格 壊』 秋田書店〈チャンピオンREDコミックス〉、全1巻
  1. 2010年7月20日発売 ISBN 978-4-253-23205-0 - 『帝都闇花忌譚 病みうさぎ』収録。

  - 『帝都闇花忌譚 病みうさぎ』は、『チャンピオンRED』の2009年10月号に掲載された読み切り漫画で、『人間失格 壊』の連載のきっかけとなった作品[2]。